# ویلیام هرت
ویلیام مک چورد هرت (به انگلیسی: William McChord Hurt) (زادهٔ ۲۰ مارس ۱۹۵۰ – درگذشتهٔ ١٣ مارس ٢٠٢٢) بازیگر سینما و تئاتر اهل ایالات متحده آمریکا برنده جایزه اسکار بود.
هرت در ١٣ مارس ٢٠٢٢ یک هفته پیش از تولد ٧٢ سالگی خود به علت سرطان پروستات در پورتلند،اورگن، ایالات متحده آمریکا درگذشت.

## گزیدۀ فیلم‌شناسی
- احوال دگرگون‌شده (۱۹۸۰)
- بوسه زن عنکبوتی (۱۹۸۵، برای بازی در این فیلم برنده جایزه اسکار بهترین بازیگر نقش اول مرد و جایزه بفتای بهترین بازیگر نقش اول مرد شد.)
- فرزندان یک خدای کوچکتر (۱۹۸۶، برای بازی در این فیلم نامزد جایزه اسکار بهترین بازیگر نقش اول مرد شد.)
- اخبار تلویزیون (۱۹۸۷، برای بازی در این فیلم نامزد جایزه اسکار بهترین بازیگر نقش اول مرد شد.)
- زمان سرنوشت (۱۹۸۸)
- تو را تا مرگ دوست دارم (۱۹۹۰)
- آلیس (۱۹۹۰)
- طبقه چهارم (۱۹۹۹)
- تلماسه فرانک هربرت (۲۰۰۰)
- تغییر مسیر (۲۰۰۲)
- تاک ابدی (۲۰۰۲)
- سابقه خشونت (۲۰۰۵، برای بازی در این فیلم برندهٔ جایزه حلقه منتقدان فیلم نیویورک برای بهترین بازیگر نقش مکمل مرد و نامزد جایزه اسکار بهترین بازیگر نقش مکمل مرد شد.)
- سیریانا (۲۰۰۵)
- چوپان خوب (۲۰۰۶)
- به‌سوی طبیعت وحشی (۲۰۰۷)
- نویز (۲۰۰۷)
- آقای بروکس (۲۰۰۷)
- هالک شگفت انگیز (۲۰۰۸)
- نقطه برتری (۲۰۰۸)
- دستمال زرد (۲۰۰۸)
- رابین هود (۲۰۱۰)
- میزبان (۲۰۱۳)
- روزها و شب‌ها (۲۰۱۳)
- افسانه زمستان (۲۰۱۴)
- جالوت (۲۰۱۶)
- کاپیتان آمریکا: جنگ داخلی (۲۰۱۶)
- نژاد (۲۰۱۶)
- فصل معجزه (۲۰۱۸)
- انتقام‌جویان: جنگ ابدیت (۲۰۱۸)
- انتقام‌جویان: پایان بازی (۲۰۱۹)
- بیوه سیاه (۲۰۲۱)